# Jargeau

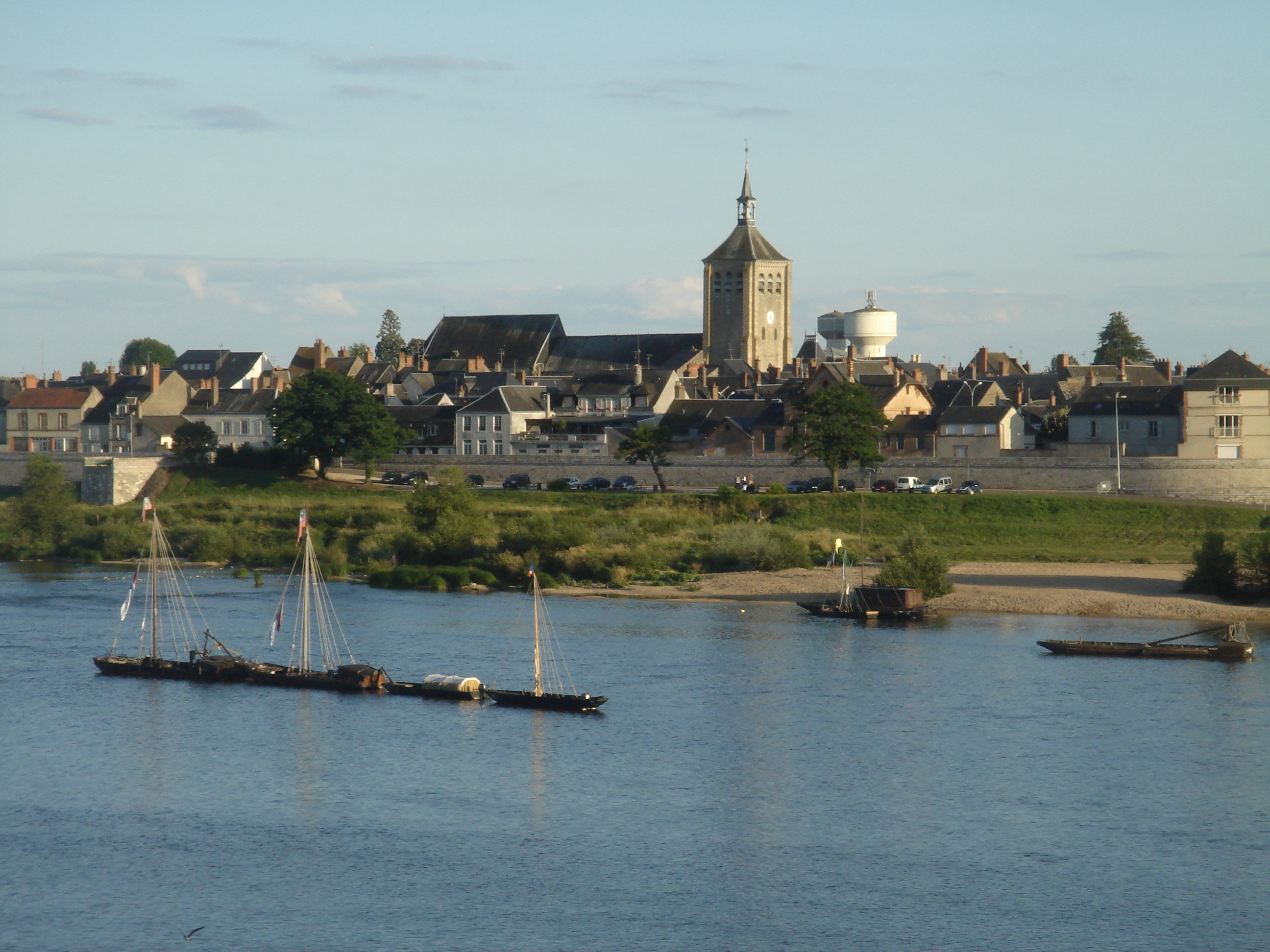
Localitatea Jargeau văzută de pe malul drept al Loarei.

Jargeau este o localitate franceză, centru de reședință al cantonului Val de Loire. Este situată în departamentul Loiret și Centre-Val de Loire, pe malul stâng al fluviului Loara, în fața localității Saint-Denis-de-l'Hôtel.

## Muzee
- Muzeul Oscar Roty

## Înfrățiri
Localitatea Jageau este înfrățită cu:
- Corsham, Anglia, Regatul Unit al Marii Britanii și al Irlandei de Nord
- Reilingen, Germania